# Kany García
Encarnita García de Jesús conocida artísticamente como Kany García (Toa Baja; 25 de septiembre de 1982) es una cantautora y música puertorriqueña. Apareció por primera vez en la televisión en 2004 como concursante del reality show Objetivo Fama. Ha sido cinco veces ganadora del Latin Grammy Award. El 16 de febrero de 2018, Kany presentó el primer sencillo «Para siempre» de su quinto álbum de estudio titulado Soy yo, el cual se estrenó el 18 de mayo de 2018.

## Biografía
Es hija de Antonio García, un exsacerdote español que renunció a los hábitos al enamorarse de Sheila de Jesús, maestra de una escuela de música pública en Puerto Rico. Kany comenzó desde pequeña a estudiar música clásica, violoncelo, teoría, solfeo y coros. A los 12 años de edad entró en la "Escuela Libre de Música", donde también aprendió guitarra, y continuó sus estudios de composición y arreglo en el Conservatorio de Música de Puerto Rico. 
Interesada en lograr éxito en el mundo musical, se presentó a los castings del reality show de televisión Objetivo Fama (programa para nuevos talentos de televisión) y fue seleccionada. Sin embargo, la misma noche del estreno, el 2 de febrero de 2004, sufrió un grave accidente automovilístico que casi le cuesta la vida. Con fracturas en la pelvis, clavícula y 40 puntos de sutura en la cara, pasó un mes y medio de recuperación. Pero esto no la detuvo para continuar en su mundo de la música, ya que a pesar del accidente la discográfica Sony BMG se interesó en la cantante, y firmó un acuerdo con ellos.
Se casó con un integrante de su banda quien fue su novio por varios años desde el 2003, se casa con Carlos Padial 2010 -2013, se separó, pasó el tiempo para sanar y tras dar la noticia a su familia, Kany decidió hacer pública su relación con Jocelyn en redes sociales. Esto lo hizo a través de una publicación en 2016, en la que escribió “qué momento tan perfecto para abrir mi corazón y mostrarme tal cual soy, siendo el fin de semana de enamorados. eLa intérprete de 'Confieso' lleva más de ocho años de relación con su actual pareja. Kany se casó con su novia en 2021 en una boda privada con Jocelyn Tróchez.

## Carrera

### 2006-2008:Cualquier día
El 10 de julio de 2007 sale a la venta su primer álbum debut titulado Cualquier día, el cual fue grabado entre Ciudad de México y Puerto Rico, producido por Memo Gil con el respaldo del sello discográfico Sony. El disco contiene 11 temas de su autoría, siendo su primer sencillo la canción «Hoy ya me voy» y el segundo sencillo «¿Qué nos pasó?». El álbum tuvo una buena acogida en el mercado latino, alcanzando el décimo puesto en las listas de éxitos de pop latino y ser número 1 en el Top Heatseekers de Billboard. 
El éxito de su álbum le llevó a realizar una gira y a actuar de telonera del artista venezolano Franco De Vita, quien la invitó a cantar a dúo su canción «Si la ves», dándole también la oportunidad de interpretar sola «A dónde fue Cecilia». 
En febrero de 2008 se comienza a escuchar el tercer sencillo del disco, «Amigo en el baño» y posteriormente el cuarto sencillo, «Esta soledad» el cual se ubicó en el puesto 21 en el Billboard Hot Latin Songs y en el puesto 6 del Latin Pop Airplay. Ese mismo año, se inspiró en los relatos que compartió con mujeres en prisión para escribir la canción «Bajo el mismo cielo» que sería el tema principal de la primera temporada de la serie Capadocia, transmitida por el canal HBO Latino.
Cualquier día obtuvo la certificación como disco de oro por la RIAA por la venta de más de 100 000 copias en los Estados Unidos, también fue certificado disco de oro por AMPROFON en México por vender más de 40 000 copias solo en ese país. El 21 de octubre es lanzada una versión especial del disco el cual incluye las canciones originales y ocho videoclips. 
El 10 de septiembre de 2008 la artista recibe cuatro nominaciones a los Premios Grammy Latinos 2008 en las categorías de: Canción del año, Álbum del año, Mejor artista nuevo y Mejor álbum vocal pop femenino, obteniendo el 11 de noviembre de 2008, dos de estos premios en las categorías Mejor nuevo artista y Mejor álbum vocal pop femenino.

### 2009-2011:Boleto de entrada
El 22 de septiembre de 2009 la artista regresa con su segundo álbum Boleto de entrada, coproducido con el colombiano Andrés Castro. El disco incluye un poco de balada y algo de rock. El primer sencillo promocional del álbum fue «Feliz», al que le siguieron entre otros temas «Para volver a amar» el cual fue elegido como el tema musical de la telenovela de Televisa del mismo nombre, y fue usada además en Puerto Rico para promover una campaña en contra de la violencia contra la mujer. Asimismo, para este disco Kany se une a Tego Calderón en la interpretación del tema «El feo». Posteriormente se lanza una versión especial del disco que incluía tres temas adicionales «Cuando tú no estás» (versión acústica), «No quiero escuchar un no» y «Pensar en ti». En 2009 Kany recibe su primera nominación a los Premios Lo Nuestro en la categoría Pop femenino - Artista del año. El 8 de septiembre de 2010 es nominada a los Premios Grammy Latino en la categoría de Mejor artista femenina pop álbum vocal, y en el 2011 fue nominada para un premio Grammy por Mejor álbum pop latino.
Kany se unió con artistas internacionales como Reyli, Gian Marco y Noel Schajris, exmiembro de la banda Sin Bandera, para crear la canción «No hay imposibles», compuesta para el Teletón 2009, que buscaba recaudar dinero para los niños en México. Además, participó en el disco de Gilberto Santa Rosa Irrepetible interpretando con él el tema titulado «Y tú y yo». En diciembre de 2011, Kany grabó una canción de Navidad titulada «Ya no tengo nah» y el dinero recaudado por la misma fue donado al Instituto Psicopedagógico de Puerto Rico.

### 2012-2014:Kany García
El 24 de abril de 2012, Kany lanzó el primer sencillo de su tercer álbum de estudio, la canción se titula «Que te vaya mal», más tarde, el 31 de julio de 2012 bajo la dirección de Julio Reyes Copello sale a la luz su disco homónimo Kany García, el cual contiene un CD y DVD. El disco grabado en tres días en la Pontificia Universidad Javeriana de Bogotá, Colombia, cuenta con 12 canciones, 9 de ellas inéditas, y 3 éxitos presentados con nuevos arreglos, utilizando instrumentos de viento, metal y percusión, así como violines, el cuatro venezolano, el arpa llanera, el ukelele hawaiano, entre otros instrumentos. Además, contó con la participación de Franco de Vita, Jimmy Zambrano, Jorge Celedon, Dany Martin y Antonio Carmona.[cita requerida]
El 10 de julio de 2012 es lanzado el segundo sencillo del disco «Alguien», el tercer sencillo «Cuando se va el amor» fue publicado el 1 de enero de 2013 y alcanzó el Top 40 en la canción latina de Billboard y Top 30 en Latin Pop Airplay. Luego desde el 22 de abril de 2013 se escuchó el tema «Adiós» como cuarto sencillo del álbum.[cita requerida]
El primer sencillo del álbum «Que te vaya mal» fue nominado para los Premios Grammy Latinos 2012 en la categoría Grabación del año, y en 2013 el álbum fue nominado en los Grammy como Mejor álbum pop latino, ese mismo año recibió dos nominaciones para los Grammy Latinos en las categorías Mejor álbum cantautor y Mejor ingeniería de grabación, ganando este último.[cita requerida]

### 2014-2015:Kany García en vivo
En el año 2014 y de la mano del maestro Marcos Sánchez, Kany García reaparece con una nueva producción discográfica totalmente en vivo, la cual contiene 17 temas grabados en el concierto ofrecido por la artista en el Choliseo (Coliseo) de Puerto Rico, esta cuenta con la participación de Santiago Cruz, Joseph Fonseca y de la madre de Kany, la señora Shela de Jesús con quién interpreta el tema «Estigma de amor»; además esta producción incluye el tema inédito «Duele menos» el cual es el primer sencillo promocional del disco y fue lanzado el 27 de mayo de 2014, por su parte el segundo sencillo es la canción «Pasaporte» promocionada desde el 24 de febrero de 2015. El álbum debutó en el puesto 4 del Top Latin Albums de Billboard, con 2 000 copias vendidas en su primera semana.

### 2016: Limonada
A mediados de 2015 la artista comienza en la ciudad de Nueva York y de la mano del productor David Kahne, esto hace que sea la primera vez que David trabaja con un artista latino. La grabación de su cuarto disco de estudio titulado Limonada. El primer sencillo fue presentado en plataformas digitales el 2 de octubre de 2015, y se titula «Perfecto para mi», el cual identifica una campaña publicitaria de Ford Puerto Rico. Posteriormente, el 18 de marzo de 2016 se presenta como sencillo oficial del disco el tema «Cómo decirle» escrito por la cantautora junto al también cantante y compositor puertorriqueño Tommy Torres, el tema se ubicó en el puesto 32 del Latin Pop Airplay de Billboard.
El álbum completo salió a la venta el 20 de mayo de 2016 y ese mismo día alcanzó el primer puesto en ventas en la plataforma iTunes. También se ubicó en el primer lugar del Top Latin Albums de Billboard por la venta de más de 2000 copias en la semana de su lanzamiento, y se convirtió en el primer disco de la artista en alcanzar esa posición.

### 2018:Soy yo
Kany comenzó a trabajar en su quinto álbum de estudio en 2017. El 16 de febrero de 2018, lanzó el primer sencillo «Para siempre». La canción fue grabada en Puerto Rico. El video musical se filmó a fines de 2017 en Madrid, España, con el director Rubén Martín. El nuevo álbum titulado Soy yo se lanzó el 18 de mayo de 2018. El álbum debutó en el 4 en las listas de Billboard Latin Album. Soy yo es el quinto álbum de García entre los 10 primeros, y marca solo el segundo álbum de una mujer que debutará entre los cinco primeros en Top Latin Albums en 2019.

## Otros proyectos
En noviembre de 2015 la cantante presentó una línea de jeans para niñas y declaró que haría una aportación de las ganancias de las piezas que se vendan a las niñas del hogar Lucero de Amor, en Dorado, Puerto Rico. Posteriormente, el 2 de febrero de 2016 lanza su propia línea de perfumes llamada Up by Kany García.

## Composición
Kany García no solo compone sus propias canciones sino que ha escrito para otros artistas como Tego Calderón, Ha*Ash, Ednita Nazario, Pedro Capó, Janina, Ana Isabelle, Christian Daniel, Mino Luna, Fabiola, Chayanne, Silvestre Dangond, Roberto Carlos, María José, Andrés Cepeda, y Jennifer López.

## Vida privada
El 19 de diciembre de 2010 y luego de siete años de noviazgo, la cantautora contrajo matrimonio con el guitarrista de su banda Carlos Padial. La boda se celebró en la Parroquia Santa Clara en Carolina, Puerto Rico, seguido de una recepción en una hacienda del mismo pueblo. Sin embargo, después de más de dos años de matrimonio, la pareja se divorcia en septiembre de 2013.
El 13 de febrero de 2016 la artista confirmó a través de las redes sociales que mantiene una relación con su entrenadora Jocelyn Trochez. Aun así, en una entrevista para El Vocero de Puerto Rico declaró que por mucho tiempo se definió como heterosexual, pero que actualmente las etiquetas en cuanto a su sexualidad no le hacían falta. El 25 de diciembre de 2019, García y Trochez anunciaron que habían contraído matrimonio tras cuatro años de relación. En 2022, García se definió como lesbiana.

## Discografía
Álbumes de estudio
- 2007: Cualquier día
- 2009: Boleto de entrada
- 2012: Kany García
- 2016: Limonada
- 2018: Soy yo
- 2019: Contra el viento
- 2020: Mesa para dos
- 2022: El amor que merecemos
- 2024: García

Recopilaciones
- 2023: Lo más escuchado del 2023

## Programas
| Año  | Título                   | Rol    | Cadena             |
| ---- | ------------------------ | ------ | ------------------ |
| 2022 | La voz Kids (Colombia)   | Jurado | Caracol Televisión |
| 2022 | La voz Senior (Colombia) | Jurado | Caracol Televisión |

## Premios y nominaciones

### Grammy
| Año  | Obra nominada | Premio                 | Resultado |
| ---- | ------------- | ---------------------- | --------- |
| 2013 | Kany García   | Mejor álbum pop latino | Nominada  |
| 2025 | García        | Mejor álbum pop latino | Nominada  |

### Grammy latino
| Año  | Obra nominada                 | Premio                                      | Resultado |
| ---- | ----------------------------- | ------------------------------------------- | --------- |
| 2008 | Cualquier día                 | Mejor álbum vocal pop femenino              | Ganadora  |
| 2008 | Ella misma                    | Mejor Artista Nueva                         | Ganadora  |
| 2008 | Cualquier día                 | Álbum del año                               | Nominada  |
| 2008 | «Hoy ya me voy»               | Canción del año                             | Nominada  |
| 2010 | Boleto de entrada             | Mejor Álbum Vocal Pop Femenino              | Nominada  |
| 2012 | «Que te vaya mal»             | Grabación del año                           | Nominada  |
| 2013 | Kany García                   | Mejor Álbum Cantautor                       | Nominada  |
| 2013 | Kany García                   | Mejor Ingeniería de Grabación para un Álbum | Ganadora  |
| 2019 | «Banana Papaya» con Residente | Mejor vídeo musical                         | Ganadora  |
| 2024 | Garcia                        | Album del Año                               | Nominada  |
| 2024 | Te lo Agradezco               | Canción del Año                             | Nominada  |
| 2024 | Garcia                        | Mejor Canción Cantautora                    | Ganadora  |
| 2024 | Garcia                        | Mejor Álbum Vocal Pop Tradicional           | Ganadora  |

### Billboard Latin Music Awards
| Año  | Obra nominada    | Premio                                              | Resultado |
| ---- | ---------------- | --------------------------------------------------- | --------- |
| 2008 | Cualquier día    | Álbum Latino Pop del Año como Nueva Artista         | Ganadora  |
| 2008 | «Hoy ya me voy»  | Mejor Canción Latina Pop del Año como Nueva Artista | Ganadora  |
| 2008 | «¿Qué nos pasó?» | Mejor Canción Latina Pop del Año como Nueva Artista | Nominada  |
| 2008 | «Hoy ya me voy»  | Mejor Canción Latina Pop del Año, Femenina          | Nominada  |

### Premios TVyNovelas
| Año  | Obra nominada        | Premio             | Resultado |
| ---- | -------------------- | ------------------ | --------- |
| 2011 | «Para volver a amar» | Mejor tema musical | Nominada  |

### Premios Lo Nuestro
| Año  | Obra nominada                     | Premio                       | Resultado | Ref.   |
| ---- | --------------------------------- | ---------------------------- | --------- | ------ |
| 2009 | Ella misma                        | Artista femenina pop del año | Nominada  |        |
| 2011 | Ella misma                        | Artista femenina pop del año | Nominada  |        |
| 2025 | «Que vuelva» (con Carla Morrison) | Mejor combinación femenina   | Nominadas | [ 42 ] |